# Censur
Censur (av latinets censere, granska) är förhandsgranskning eller retroaktivt avlägsnande av innehåll i kommunikation via olika kanaler, såsom TV, radio, internet, litteratur, film, teater, brev och emejl i syfte att förhindra spridning av uppgifter, åsikter eller värderingar som enligt de styrande inte bör komma till allmän kännedom. Tidningar och andra massmedier kan censurera sig själva, så kallad självcensur, men vanligtvis syftar ordet censur på statlig censur, som i regel är lagstadgad.
I den romerska republiken fanns två ämbetsmän som kallades censorer, vilka bland annat hade rätt att när som helst ingripa mot enskilda personer som i ord eller handling ansågs bryta mot god sed och anständighet.

## Former av censur
Censur kan vara politiskt betingad, men även etiskt motiverad eller förespråkad i form av skydd för landets yttre säkerhet.

### Statlig censur
Statlig censur innebär att någon statlig myndighet förhandsgranskar material i medier eller kommunikation och förbjuder visning av hela materialet eller delar av det. 

### Självcensur
Det finns också självcensur, även kallad intern censur, där utgivaren av mediet själv underlåter att visa visst material. Sådan censur kan bero på restriktioner i tryckfriheten, som ofta kräver att den ansvarige utgivaren undanhåller allmänheten viss information.

## Censurens legitimering
Censur motiveras på olikartade sätt i olika sammanhang. Orsaken till politisk censur är att den ledande gruppen i ett land kan vilja försäkra sig om att politiska motståndare inte skall kunna föra fram sina åsikter och därmed kunna vinna stöd från befolkningen. I krig förekommer annan slags censur; staten kan ha intresse av att nyheter om motgångar inte skall kunna påverka stridsmoralen hos soldaterna eller befolkningen, men även av att skydda landet på andra sätt. Censur kan även införas för att skydda folket från "skadlig" information, då till exempel meddelanden som kan verka förråande på barn är förbjudna att vidarebefordra. 
Ofta kan det verkliga skälet till censur misstänkas vara ett annat än det uppgivna. I sådana sammanhang kan exempelvis en maktgruppering hävda, att en viss skrift eller ett debattinlägg bryter mot formaliteter, odefinierad etikett, godtyckligt uppsatta umgängesregler, dunkel konvenans eller så kallad god ton. Allt i syfte att på vaga grunder kunna förringa såväl det skrivna som dess författare och därmed påstå sig äga rätt att tysta graverande kritik som annars är besvärlig att bemöta.

## Censur i världen
Bland de mer välkända formerna av censur på internet finns Kina "stora brandvägg", där flera tusen webbplatser är blockerade.

### Storbritannien
Länge var nunchaku och ord som ninja förbjudna i serier som riktade sig till yngre. Teenage Mutant Ninja Turtles blev i Storbritannien Teenage Mutant Hero Turtles. Scener där Michelangelo använde sina nunchakus klipptes bort. Numera är denna censur avskaffad.

### Sverige
Censur har förekommit vid flera olika tillfällen under Sveriges historia. Yttrandefrihetsgrundlagen och tryckfrihetsförordningen försäkrar frihet från censur, så länge inget tryckfrihetsbrott begåtts. Storskalig politisk censur förekom senast under andra världskriget.
Den sista svenska myndighet som hade rätt att förhandsgranska material var Statens biografbyrå som startades 1911, men förhandsgranskningen av film som visas offentligt avskaffades den 1 januari 2011. I sin proposition noterar regeringen att endast en bråkdel av all film ses genom offentlig visning och att granskningen därmed inte uppfyller sitt syfte. Däremot måste det fastställas en åldersgräns för film enligt lagen om åldersgränser för film som ska visas offentligt. Åldersgränsen bestäms av Statens medieråd. Det kostar pengar att få en film granskad.
Den socialdemokratiska riksdagsledamoten Maj Britt Theorin förespråkade 1987 förbud mot privat innehav av parabolantenner. Detta skedde genom ett förslag från det Socialdemokratiska Kvinnoförbundet vid genombrottet för den kommersiella televisionen i Sverige i mitten av 1980-talet. Förslaget röstades dock ner vid kongressen.
Idag sker censur i samband med barnporrsbekämpning. För att motarbeta barnporr har Rikspolisstyrelsen en spärrlista över hemsidor och servrar som skall innehålla barnporr. Enligt uppgift från Sveriges Radio blockeras 4 600 sidor. Listan är sekretessbelagd. Även ett antal sidor som inte innehåller barnporr har av misstag hamnat på listan.

### USA
USA har formellt inte mycket lagstiftad censur inom kultur och media. Däremot finns relativt restriktiva branschöverenskommelser som övervakas av en organisation. Exempel på detta är Produktionskoden och Parental Advisory. Företag som inte följer rekommendationerna får inte lagstadgade straff eller förbud, men kan uteslutas från välkända distributionskanaler.